# المراقبة الجماعية في كوريا الشمالية
المراقبة الجماعية في كوريا الشمالية هي ممارسة روتينية تستخدم في جميع أنحاء البلاد.  وتدير كوريا الشمالية "شبكة واسعة من المخبرين الذين يراقبون المواطنين الذين يشتبهون في قيامهم بسلوك إجرامي أو تخريبي ويبلغون السلطات بذلك".  تم وصف كوريا الشمالية بأنها " دولة بوليسية ضخمة"، وشعبها يقع "تحت المراقبة المستمرة".  

## أنظر أيضا
- الرقابة في كوريا الشمالية
- حقوق الإنسان في كوريا الشمالية
- إنمينبان
- الإنترنت في كوريا الشمالية
- الخدمة البريدية في كوريا الشمالية
- الاتصالات في كوريا الشمالية
- كوانغميونغ (شبكة)